# Немецко-балтийская партия
Немецко-балтийская партия (эст. Saksa-Balti erakond, нем. Deutsch-baltische Partei in Estland) — политическая партия Эстонии, существовавшая с 1918 по 1935 годы. Партия представляла интересы немецкого национального меньшинства.

## История
Партия была основана 27 ноября 1918 года под названием Немецкая партия Эстонии (нем.  Deutsche Partei in Estland, эст. Saksa Erakond Eestimaal) для участия в выборах в Эстонское Учредительное собрание. После Освободительной войны переименована в «Немецко-балтийскую партию».
Партия получила три места в Учредительном собрании в апреле 1919 года. На парламентских выборах 1920 года она уже заняла четыре места, но это число снизилось до трех после выборов 1923 года и до двух после выборов 1926 года. Для участия в выборах в 1929 году, совместно со шведской народной лигой прибалтийского края, партия сформировала «Немецко-Шведский блок», который занял три места в парламенте и сохранил их после выборов 1932 года.
В 1935 году, после переворота Константина Пятса, Немецко-балтийская партия была запрещена.